# Делибашић
Делибашић је јужнословенско презиме, настало од турског deli baş што значи "луда глава". Значајни људи са презименом су:
- Андрија Делибашић (рођен 1981), црногорски фудбалер
- Мирза Делибашић (1954–2001), босанскохерцеговачки кошаркаш
- Слађа Делибашић (рођена 1968), српска поп певачица и играчица